# Platylabus
Platylabus är ett släkte av steklar som beskrevs av Wesmael 1845. Platylabus ingår i familjen brokparasitsteklar.

## Dottertaxa tillPlatylabus, i alfabetisk ordning[1][2]
- Platylabus abbreviatus
- Platylabus alaskae
- Platylabus alboannulatus
- Platylabus altaicus
- Platylabus altitudinis
- Platylabus amoenus
- Platylabus arcticus
- Platylabus arizonae
- Platylabus atricornis
- Platylabus auriculatus
- Platylabus balearicus
- Platylabus basicinctus
- Platylabus baueri
- Platylabus berndi
- Platylabus bicinctus
- Platylabus bobadillai
- Platylabus borealis
- Platylabus breviscutellatus
- Platylabus brilliantus
- Platylabus cabrerai
- Platylabus caeruleus
- Platylabus calidus
- Platylabus captiosus
- Platylabus cariniscutis
- Platylabus charlottae
- Platylabus chiapus
- Platylabus clarus
- Platylabus columbiae
- Platylabus concinnus
- Platylabus curtorius
- Platylabus decipiens
- Platylabus dilleri
- Platylabus divinus
- Platylabus divisatae
- Platylabus dolorosus
- Platylabus dubitator
- Platylabus duplificans
- Platylabus eros
- Platylabus erythrocoxa
- Platylabus eurygaster
- Platylabus ferrugineus
- Platylabus flavidoclarus
- Platylabus foxleei
- Platylabus fugator
- Platylabus fuscinerva
- Platylabus gigas
- Platylabus goliath
- Platylabus gracilicornis
- Platylabus histrio
- Platylabus hyperetis
- Platylabus imitans
- Platylabus incabus
- Platylabus infirmus
- Platylabus intermedius
- Platylabus iridipennis
- Platylabus judaicus
- Platylabus lieftincki
- Platylabus lissosculptus
- Platylabus longicornis
- Platylabus luteatae
- Platylabus massajae
- Platylabus melanocoxa
- Platylabus metallicus
- Platylabus micheneri
- Platylabus moestificus
- Platylabus monitus
- Platylabus monotonops
- Platylabus monotonus
- Platylabus montanus
- Platylabus muticus
- Platylabus neglectus
- Platylabus nigricornis
- Platylabus nigrocyaneus
- Platylabus obator
- Platylabus odiosus
- Platylabus oehlkei
- Platylabus okui
- Platylabus opaculus
- Platylabus opiparus
- Platylabus orbitalis
- Platylabus ornatus
- Platylabus pallidens
- Platylabus parvimaculatus
- Platylabus parvulus
- Platylabus pedatorius
- Platylabus perexiguus
- Platylabus permodestus
- Platylabus polymelas
- Platylabus pseudhistrio
- Platylabus pseudogoliath
- Platylabus pulcher
- Platylabus pullus
- Platylabus pumilio
- Platylabus punctifrons
- Platylabus rubeus
- Platylabus rubricapensis
- Platylabus rubristernatus
- Platylabus ruficoxatus
- Platylabus rufus
- Platylabus semiopacus
- Platylabus septemcingulatus
- Platylabus serratae
- Platylabus sexmaculatae
- Platylabus shanicus
- Platylabus sphageti
- Platylabus spiraculus
- Platylabus stalii
- Platylabus sternoleucus
- Platylabus stolidus
- Platylabus submarginatus
- Platylabus suborbitalis
- Platylabus subpinguis
- Platylabus subrubricus
- Platylabus sulci
- Platylabus taiwanus
- Platylabus takeuchii
- Platylabus tenuicornis
- Platylabus tenuiformis
- Platylabus thalhammeri
- Platylabus theresae
- Platylabus tibialis
- Platylabus transversus
- Platylabus tricingulatus
- Platylabus uranius
- Platylabus vaferops
- Platylabus vibicariae
- Platylabus vibratorius
- Platylabus victorianus
- Platylabus wienkeri
- Platylabus virescens
- Platylabus volubilis
- Platylabus zagoriensis